# Pedro Ayala
Pedro Ayala (General Terán, Nuevo León, México, 1911-Texas, 1990), llamado "El Monarca del Acordeón", fue un acordeonista y cancionista mexicano. Pedro Ayala condujo al nacimiento de la música de conjunto norteño y tex-mex, con su toque distintivo de acordeón de botones, recibiendo el premio National Endowment for the Arts- National Heritage Fellowship Award por su contribución a la música de conjunto y música folclórica.